# Ramón Ángel Fernández Docobo
Ramón Ángel Fernández Docobo (Ribadeo, 15 de setembre de 1962) és un exfutbolista gallec, que ocupava posició de porter. Era conegut al món de l'esport pel seu cognom matern: Docobo.

## Trajectòria
Va militar al filial del Deportivo de La Corunya, el Fabril. Va formar part del primer equip entre 1984 i 1986 i a la 88/89, però sense jugar cap minut. A principis dels 90 va militar en Segona i primera divisió amb la SD Compostela. Durant aquesta darrera etapa fou suplent d'Iru, i tan sols jugà dos partits en dues temporades.
La temporada 1995/96 va marxar al CE Castelló, després que Fernando fera el camí contrari. Malgrat baixar dues categories, Docobo tampoc es pogué fer amb la posició de titular davant el jove Xavi Valero, pel que abandonà el futbol professional després d'aquella campanya.